# Certima ochracea
Certima ochracea är en fjärilsart som beskrevs av Paul Dognin 1913. Certima ochracea ingår i släktet Certima och familjen mätare. Inga underarter finns listade i Catalogue of Life.